# Seznam medicinskih vsebin
Seznam medicinskih vsebin

## A
abana (pripravek) -
abazija - 
abdomen -
ablacija - 
ablefarija - 
abortiv -
abortus -
abrazija (medicina) -
absces -
absorpcija -
abstinenca -
abstinenčni sindrom -
abulija -
ACE -
acetaldehid -
acetil-CoA -
acetilholin -
acetilholin-esteraza -
acetilsalicilna kislina -
acetonurija -
ACE-zaviralci -
acidemija -
acidorezistentnost -
acidoza -
acidurija -
acne infantum -
acne neonatorum -
acne oleinica in picea - 
Adamovo jabolko -
Addisonova bolezen -
adenilat-ciklaza -
adenilat-kinaza -
adenin -
adenohipofiza -
adenokarcinom -
adenom -
adenovirus -
adenozin -
adenozindifosfat -
adenozinmonofosfat -
adenozintrifosfat -
ADH -
Adiejev sindrom -
adipoznost -
adolescenca -
ADP -
adrenalin -
adrenergični sistem -
adrenokortikotropin -
adstringens -
aeremija -
aerob -
aerobika -
aerobioza -
aerofagija -
aerografija -
aerosol -
aeroterapija -
afakija -
aflatoksin -
afrodiziak -
afta -
afterload -
aftovirus -
agar -
agaroza -
agens -
aglikon -
aglutinacija -
aglutinin -
agorafobija -
agranulocit -
Ahilova kita -
Ahilov refleks -
akardija -
akaroza -
akarus -
akcelerin -
akcijski potencial -
akna -
akonitaza -
akonitin -
akrocianoza -
akrodermatitis -
akrofobija -
akson -
aktin -
aktinobacil -
aktinomiceta -
aktinomicin -
aktinski filament -
aktivacija komplementa -
akupunktura -
akutnost -
Ala -
alalija -
alanin -
albumin -
aldosteron -
alel -
alergen -
alergija -
alergijska astma -
alergijska reakcija -
alergijski kontaktni dermatitis - 
alergologija -
alevkija -
alfaglobulin - 
alfavirus -
alga -
algofobija -
algor mortis -
alimfocitoza -
alkalnost -
alkaloid -
alkaloidi rženega rožička -
alkaloza -
alkimija -
alkohol -
alkohol-dehidrogenaza -
alkoholizem -
Allescheria -
Allium sativum -
aloa -
aloantigen -
alopatija -
alopecia areata -
alopecija -
alosterična inhibicija -
alosterija -
Alphavirus -
alprenolol -
Alströmov sindrom -
alternativna medicina -
Althaea officinalis -
aluminijev hidroksid -
alveol -
alveolarna ventilacija -
Alzheimerjeva bolezen -
amalgam -
Amanita muscaria -
amanitin -
amarum -
ambulanta -
ameba -
amelija -
ameloblast -
amfetamin -
amidaza -
amilaza -
α-amilaza -
β-amilaza -
amilopektin -
amiloza -
aminoacil-tRNA -
aminofilin -
p-aminohipurna kislina -
aminokislina - 
α-aminokislina -
amnezija -
amnij -
Amoeba -
amoksicilin -
amonijak -
AMP -
ampicilin -
ampula -
amputacija -
anabolizem -
anaerob -
anafilaktični šok -
analgetik -
anamneza -
anastomoza -
anatomija -
androgen -
andrologija -
anemija -
anestetik -
anestezija -
anesteziologija -
anevrin -
angina -
angina pektoris -
angiogeneza -
angiotenzin -
angiotenzin-konvertaza -
angiotenzinogen -
angleška bolezen -
anilin -
anizogamija -
anksiolitik -
anksioznost -
anofeles -
anoreksija -
antacid -
antagonist -
antiagregacijska učinkovina -
antialergik -
antiaritmik -
antiastmatik -
antibiogram -
antibiotik -
antidepresiv -
antidiabetik -
antidiaroik -
antidiuretski hormon -
antidiureza -
antidot -
antiemetik -
antiepileptik -
antifibrilant -
antiflogistik -
antigen -
antihelmintik -
antihipertenziv -
antihistaminik -
antiholinergik -
antikoagulans -
antikodon -
antikonvulziv -
antimalarik -
antimetabolit -
antimikotik -
antimitotik -
antioksidant -
antionkogen -
antiparazitik -
antiparkinsonik -
antipiretik -
antiplazmin -
antipsihotik -
antirevmatik -
antiseptik -
antiserum -
antitoksin -
antituberkulotik -
antitusik -
antracen -
antraciklin -
antrakikon -
antraks -
antropologija -
anulocit -
anurija -
anus -
aorta -
apatičnost -
Apertov sindrom -
apetit -
aplikacija -
apomorfin -
apoptoza -
aqua destillata -
aqua purificata -
arahnofobija -
arahnoidea -
arbovirus -
arenavirus -
Arg -
arginin -
arginin-vazopresin -
argirija -
Aristotel -
arterija -
arterijska hipertenzija -
arterijska hipotenzija -
arteriola -
artritis -
asepsa -
askospora -
asomnia -
Asp -
aspartat -
aspergil -
Aspergillus flavus -
Aspergillus niger -
Aspirin -
astma -
astrocit -
astrovirus -
atenolol -
ATP -
ATPaza -
atrij -
atrofija -
Atropa belladonna -
atropin -
Auerbachov pleksus -
avdiogram -
avirulenca -
avreomicin -
avtakoid -
avtizem -
avtoinfekcija -
avtoklav -
avtonomno živčevje -
avtopsija -
avtotransfuzija -
azbest -
azbestoza -

## B
babezija -
babezioza -
babištvo -
bacil -
bacil antraksa -
bacil tuberkuloze -
Bacillus -
Bacillus anthracis -
Bacillus cereus -
Bacillus subtilis -
bacitracin -
Bacteroides -
Baelzova bolezen -
baker -
baklofen -
baktericid -
bakterija -
bakterijski endokarditis -
bakterijska pljučnica -
bakterijska rezistenca -
bakteriofag -
bakteriologija -
bakteriološki test -
bakteriostatik -
bakteriotoksin -
bakteroides -
bakulovirus -
BAL -
Balantidium coli -
baldrijan -
balizem -
balneologija -
Balojeva bolezen -
bametan -
Bangova bolezen -
barbital -
barbiton -
barbiturat -
barbiturna kislina -
barij -
barijeva kaša -
barijev sulfat -
baroreceptor -
bartonela -
Bartonella hensellae -
bartoneloza -
barvanje po Giemsi -
barvanje po Gramu -
barvanje po Ljubinskem -
barvna slepota -
barvni vid -
Basidiomycota -
batofobija -
baza -
bazalni gangliji -
bazalna lamina -
bazalno telesce -
bazičnost -
bazidiospora -
bazofilec -
bazofilnost -
bazofobija -
BCG -
bedrni živec - 
behaviorizem -
beklometazon -
bela krvnička -
belo maščevje -
beli tok -
beljakovina -
beločnica -
benaktizin -
Bender, Lauretta -
Benediktov sindrom -
benigna hipertenzija -
benigni tumor -
benignost -
benzen -
benzerazid -
benzidin -
benzilbenzoat -
benzilnikotinat -
benzilpenicilin -
benzodiazepin -
benzokain -
bergla -
beriberi -
berilioza -
Bertin, Exupere Joseph -
betaadrenergičen agonist -
betaadrenergičen antagonist -
betaglobulin -
betaherpesvirus -
betahistin -
betalaktamski antibiotik -
betametazon -
bezgavka -
bezoar -
bibenzonij -
biblioterapija -
bičeglavec -
biček -
bičkar -
Bifidobakterium -
bikarbonat -
bikuspidalna zaklopka -
biliarna ciroza -
bilirubin -
bindin -
Binet, Alfred -
biofizika -
biogeneza -
biokatalizator -
biokemija -
biologija -
biološka membrana -
biološko orožje -
biološki test -
biomedicina -
biomehanika -
biometrija -
bionika -
biopsija -
bioritem -
biotehnologija -
biotin -
biotop -
bipolarna celica -
bipolarna psihoza -
biuret -
bizmut -
bizmutov subkarbonat -
blastocista -
blastomiceta -
blastospora -
blato -
Blažev žegen -
blenoreja -
bleomicin -
bljuvalo -
bljuvanje -
blodnja -
bobnič -
bojni plin -
bojni strup -
bolečina -
bolečinski prag -
bolečinski receptor -
bolezen -
bolezen javorovega sirupa -
bolezen mačje opraskanine -
bolezen norih krav -
bolezenski znak -
bolha -
bolnišnica -
bolus -
boraks -
bordetela -
Bordetella pertussis -
borelija -
borelioza -
Borrelia burgdorferi -
Borrelia recurrentis -
botulin -
botulizem -
bovina spongiformna encefalopatija -
Bowmanova kapsula -
božjast -
bradikardija -
bradikinin -
bralobarbiton -
brazgotina -
brbončica -
brecilo -
brezkužnost -
brezmlečnost -
brezšareničnost -
brom -
bromazepam -
bronhialne arterije -
bronhialna astma -
bronhialna naduha -
bronhialne vene -
bronhij -
bronhiol -
bronhitis -
bronhodilatacija -
bronhodilatator -
bronhoskopija -
brucela -
Brucella canis -
Brucella melitensis -
Brucella suis -
bruhanje -
BSE -
bubon -
bubonska kuga -
buklozamid -
bulimija -
bumetanid -
buspiron -
bypass -

## C
Calicivirus -
Calvinov ciklus -
cAMP -
Campylobacter -
Candida -
Candida albicans - 
Cannabis sativa -
carbo medicinalis -
Cardiovirus -
carski rez -
Cartesius -
Carum carvi -
CBG -
CCK -
cDNA -
cefadroksil -
cefaleksin -
cegalgija -
cefalosporin -
cefapirin -
cefazolin -
cekum -
celiakija - 
celica -
celica A -
celica B -
celica HeLa -
celična biologija -
celična delitev -
celična membrana -
celična smrt -
celična stena -
celobioza -
celom -
celulit -
celulitis -
celuloza -
cementoblast -
cementocit -
centralni venski tlak -
centralno živčevje -
centromera -
cepljenje -
cepljivka -
ceramid -
cerebralitis -
cerebellum -
cerebralni meningitis -
cerebralna paraliza -
cerebroskleroza -
cerebrum -
cevkarija -
cerumen -
cervicitis -
Cestoda -
cetrimid -
cGMP -
Chlamydia -
cianamid -
ciankalij -
cianoza -
cibofobija -
ciklamat -
ciklična psihoza -
ciklofosfamid -
ciklofrenija -
cikloserin -
ciklosporin -
ciklus citronske kisline -
ciliarnik -
cimetidin -
cimogen -
cink -
cinkovo mazilo -
cipridofobija -
cirkadiani ritem -
ciroza -
cisplatin -
cista -
cistein -
cistična fibroza -
cistin -
cistometer -
citidin -
citokin -
citokrom -
citologija -
citomegalija -
citopenija -
citoplazma -
citoskelet -
citosol -
citostatik -
citotoksin -
citratni ciklus -
Citrobacter -
CJB -
Claviceps -
Clostridium -
Clostridium botulinum -
Connov sindrom -
Coronavirus -
Cortijev organ -
Corynebacterium -
Creutzfeldt-Jakobova bolezen -
cri du chat -
Crohnova bolezen -
crossing over -
Cryptosporidium -
Cushingov sindrom -
Cytomegalovirus

## Č
čankar -
čeljust -
čeljustnica -
čelnica -
čelo -
čepnica -
česen -
češerika -
čikenganja -
čir -
človeška bolha -
čmerika -
čokoladni agar -
čopičasta plesen -
črevesne resice -
črevesna flora -
črevesje -
črevnica -
črne koze -
črni prišč -
črno-beli vid -
čustvo -
čut za ravnotežje -
čutna celica -
čutilo -
čutnica -
čvrsta možganska ovojnica -

## D
dADP -
daktiloskopija -
daljišče -
daljnovidnost -
dalton -
daltonizem -
dAMP -
danka -
Darlingova bolezen -
darvinizem -
dATP -
Datura stramonium -
davica -
deaminaza -
debelo črevo -
debelost -
dedne bolezni -
dedni zapis -
dedina -
dednost -
defekacija -
defektologija -
defeminizacija -
defibrilator -
dehidracija -
dehidrotestosteron -
dejavnik tveganja -
dekokt -
dekompenzacija srca -
dekortikacija -
deksametazon -
dekstran -
dekstrin -
dekstrokardija -
dekstroza -
delecija -
delni agonist -
delni antagonist -
delni tlak -
delirij -
delitveno vreteno -
deltavirus -
demenca -
denaturacija beljakovin -
denaturacija DNA -
denaturant -
dendrit -
dentalna medicina -
denticija -
dentin -
dentist -
deodorant -
deoksihemoglobin -
deoksikortikosteron -
deoksimetazon -
deoksiribonukleaza -
deoksiribonukleotid -
deoksiribonukleozid -
deoksiriboza -
deontologija -
depigmentacija -
depolarizacija membrane -
depolimerizacija -
depresija -
deratzizacija -
dereizem -
depresor gena -
dermalni prašek -
dermatitis -
dermatofit -
dermatolog -
dermatologija -
dermatomikoza -
dermatovenerologija -
dermatoza -
dermatoza simpleks -
dermatozoj -
dermis -
deseti možganski živec -
desno-levi spoj -
desnosučnost -
destilirana voda -
detergent -
detinstvo -
detoksikacija -
detomor -
deveti možganski živec -
deviška kožica -
devterij -
dezinfekcija -
dezinficiens -
dezipramin -
dezmosom -
diabetologija -
diacetilmorfin -
diafragma -
diagnostika -
diagnoza -
ledvična dializa -
diareja -
diastereoizomerija -
diazepam -
dieta -
difuzija -
digestiv -
digestorij -
dihala -
dihalna kapaciteta -
dihalne mišice -
dihalni volumen -
dihanje -
dihidrofolna kislina -
diklofenak -
dikumarol -
dimlje -
dinorfin -
dioksin -
dioptrija -
diplokok -
disaharid -
disartroza -
disfagija -
disfazija -
disfonija -
disgrafija -
disleksija -
dispanzer -
dispneja -
disulfiram -
disurija -
dišavnica -
diuretik -
diureza -
dizenterija -
dlačnica -
dlančnica -
driska -

## E
ebola -
Echinococcus -
echovirus -
edem -
EDTA -
EEG -
efedrin -
ehografija -
ehokardiografija -
Ehrlichia -
ejakulacija -
ejakulat -
ekcem -
EKG -
eklampsija -
ekskrecija -
eksocitoza -
eksokrina žleza -
ekson -
eksonukleaza -
eksopeptidaza -
eksotoksin -
ekspektorans -
ekspirij -
ekspresija gena -
ekstazi -
ekstrakcija -
ekstrakt -
ekstrapiramidalna proga -
ekstrauterina nosečnost -
eksudacija -
ektima -
elastaza -
elastin -
elefantiaza -
Elektrin kompleks -
elekroencefalografija -
elektroforeza -
elektrokardiografija -
elektrolit -
elektromiografija -
elektrošok -
eliminacija -
ELISA -
embolija -
embrij -
embriologija -
emetik -
emfizem -
EMG -
emisijska scintigrafija -
empirična medicina -
emulgator -
emulzija -
enajsti možganski živec -
enakolomnost -
enalapril -
enalaprilat -
enantiomer -
encefalitis -
encim -
endocitoza -
endokardij -
endokarditis -
endokrina žleza -
endokrinologija -
endolimfa -
endometrij -
endonukleaza -
endopeptidaza -
endoplazemski retikulum -
endoplazma -
endorfin -
endoskopija -
endotelij -
endotoksin -
enkefalin -
enoceličar -
enojajčna dvojčka -
enteritis -
Enterobacter -
Enterococcus -
Enterovirus -
eozin -
eozinofilec -
eozinofilnost -
epidemija -
epidermis -
epiglotis -
epilepsija -
epinefrin -
epitelij -
erekcija -
ergometrija -
ergot -
ergotamin -
ergotizem -
eritrazma -
eritrocit -
eritromicin -
eritropoetin -
eritropoeza -
erizipel -
esasto črevo -
Escherichia -
Escherichia coli -
esencialna aminokislina -
esencialna maščobna kislina -
estradiol -
estriol -
estrogen -
etambutol -
etanol -
eterično olje -
etilenoksid -
etilmorfin -
etiologija -
evgenika -
evkariont -
Evstahijeva cev -
evtanazija -
ezofagitis -

## F
face lifting -
facialni živec -
facilitirana difuzija -
FAD -
fag -
fagocit -
fagocitoza -
fagomanija -
fagosom -
faktor Rh (Rhesus)-
fakultativni aerob -
falanga -
falus -
fantomski ud -
FAO -
faringitis -
farinks -
farmacevt -
farmacevtska kemija -
farmacevtska oblika -
farmacija -
farmakodinamika -
farmakognozija -
farmakokinetika -
farmakologija -
farmakopeja -
farmakoterapija -
Fasciola hepatica -
fascioloza -
fazična kontrakcija -
faznokontrasten mikroskop -
FDA -
febrilni abortus -
febrilni herpes -
febrilne konvulzije -
feces -
fekalnooralna infekcija -
feminizacija -
fenacetin -
fenantren -
fenilalanin -
fenilbutazon -
fenilefrin -
feniletilamin -
fenitoin -
fenobarbital -
fenol -
fenotiazin -
fenotip -
fentanil -
feritin -
fetus -
fibrilacija -
fibrilarni protein -
fibrin -
fibrinogen -
fibrinoliza -
fibroblat -
fibrocit -
fibroza -
filogeneza -
fiola -
fiziatrija -
fiziognomija -
fiziologija -
flagelin -
flavonoid -
Fleming, Alexander -
Flemming, Walter -
flumetazon -
fluoksetin -
fluor -
flurazepam -
fobija -
folikulitis -
fonacija -
formaldehid -
formalin -
fosfatidilholin -
fosfodiesteraza -
fosfolipid -
fosgen -
fotoreceptor -
fotosinteza -
francoska bolezen -
frenični živec -
Freud, Sigmund -
frigidnost -
fruktoza -
fuksin -
furosemid -
furunkel -

## G
GABA -
galaktocerebrozid -
galaktopoeza -
galaktoreja -
galaktoza -
galaktozamin -
galaktozemija -
galaktozurija -
galensko zdravilo -
gamaglobulin -
gameta -
gametogeneza -
ganglij -
gangrena -
garje -
gastrin -
gastritis -
gastrointestinalni hormon -
gastrointestinalni trakt -
gastropatija -
gastroskopija -
gen -
genetika -
genetsko svetovanje -
genofobija-
genomsko vtisnjenje -
genotip -
genska bolezen -
genska pištola -
gensko inženirstvo -
genska knjižnica -
genski označevalec -
gentamicin -
geriatrija -
gestacija -
gestagen -
gestoza -
gibalni nevron -
gibalni živec -
gigantizem -
ginekologija -
ginekomastija -
gingivitis -
ginzeng -
GIP -
gitoksin -
gladka mišičnina -
gladki endoplazemski retikulum -
glasilka -
glavkom -
glavobol -
gleženj -
glicerin -
glicerol -
glicin -
glija -
glikogen -
glikogeneza -
glikokaliks -
glikoliza -
glikozid -
glikozurija -
glista -
glistavost -
gliva -
glivica -
globinski vid -
globulin -
glomerulna filtracija -
glomerulonefritis -
glotis -
gluhonemost -
gluhota -
glukagon -
glukogen -
glukoza -
glukozurija -
glutamin -
glutation -
gluten -
gnoj -
gobavost -
gojišče -
golen -
golenica -
Golgijev aparat -
golšavost -
gonadoliberin -
gonadotropin -
gonoreja -
grand mal -
granulocit -
granulom -
grenčina -
gripa -
griža -
grlo -
grozavost -
gvanidin -
gvanin

## H
Haemophilus -
Haemophilus ducreyi -
Haemophilus influezae -
Haemophilus pertussis -
halobakterija -
haloperidol -
halucinacija -
halucinogen -
Hansenova bolezen -
hapten -
HDL -
heiloza -
heksametonij -
Helicobacter -
Helicobacter pylori -
helmint -
hemaglutinin -
hematin -
hematinurija -
hematokrit -
hematologija -
hematološka preiskava -
hematom -
hematopoeza -
hematurija -
hemiceluloza -
hemipareza -
hemofilija -
hemoglobin -
hemoglobinurija -
hemoliza -
hemoptiza -
hemoroid -
hemostatik -
hemoterapija -
Henlejeva zanka -
heparin -
hepatitis -
hepatocit -
herbicid -
hermafrodit -
hernija -
heroin -
herpes -
herpesvirus -
heteroseksualnost -
heterotrof -
hidradenitis suppurativa
hialin -
hialuronska kislina -
hidantoin -
hidrocefalus -
hidrofilnost -
hidrofobija -
hidrofobnost -
higroskopnost -
himen -
hiosciamin -
hioscin -
hiperaktivnost -
hiperaldosteronizem -
hiperemija -
hiperglikemija -
hiperhidracija -
hiperholesterolemija -
hiperinsulinizem -
hiperkalciemija -
hipernatriemija - hiponatriemija -  hordektomija -
hormon
homeopatska zdravila

## I
iatrofizika -
iatrogenija -
iatrokemija -
ibogain -
ibuprofen -
ICSH -
identitetna kriza -
idiotija -
idiotip -
ignis sacer -
ihtiol -
ihtioza -
iksasti nogi -
ikterus -
iktus -
ileoskopija -
ileum -
imbecilnost -
imerzijsko olje -
imipramin -
impetigo -
implantat -
impotenca -
imunizacija -
imunodeficienca -
imunogenost -
imunoglobulin -
imunologija -
imunost -
imunosupresija -
inapetenca -
indeks telesne mase -
indometacin -
infarkt -
infekcija -
infektologija -
influenca -
Influezavirus -
informacijska RNK -
infuzija -
injekcija -
inkontinenca -
inkubacijska doba -
inkubator -
insulin -
inteligenca -
inteligenčni količnik -
interlevkin -
interseksualnost -
intersticij -
intramuskularna aplikacija -
intramuskularna injekcija -
intratekalna injekcija -
intravenska aplikacija -
intron -
intubacija -
inulin -
invalidnost -
in vitro -
in vivo -
involucijska plešavost -
ion -
iperit -
ireverzibilna inhibicija -
iris -
išias -
ivakaftor -
Ixodes ricinus -
izčistek -
izliv semena -
izločalo -
izmeček -
izogamija -
izoniazid -
izoosmolarnost -
izotoničnost -
izpah -
izsušenost -
iztrebljanje -
izvleček -

## J
jajcevod -
jajcevodna nosečnost -
jajčece -
jajčna celica - 
jajčni folikel -
jajčnik -
jaktacija -
Janetova bolezen -
jatapoksivirus -
javno zdravje -
javno zdravstvo -
jecljanje -
jedrce -
jedrna delitev -
jedrna kislina -
jedro -
jedrska magnetna resonanca -
jejunitis -
jejunostomija -
jejunum -
jersinija -
jetika -
jetra -
jetrna koma -
jetrna lina -
jeziček -
jezik -
jod -
jodna golša -
jodoform -
jodohipurat -
jodopsin -
jodoterapija -
jodove akne -
jodtirozin -
joga -
johimbin -
jok -
Jokastin kompleks -
jugularna vena -
jukstaglomerulni aparat -
jutranje bruhanje -

## K
kadherin -
kadmij -
kafra -
kaheksija -
Kahlerjeva bolezen -
kajenje -
kakovost zdravil -
kakovost življenja -
kala-azar -
kalcificirani fetus -
kalcifikacija -
kalcij -
kalcinoza -
kalcitonin -
kalicivirus -
kalij -
kalijev klorid -
kalikrein -
kaliopenija -
kalkuloza -
kalmodulin -
kalorična vrednost -
kambijska celica -
kamilica -
kamilofin -
kamptodaktilija -
kanabinoid -
kanabinoidni receptor -
kanabinol -
kanabis -
kanamicin -
kancerogeneza -
kancerogenost -
kancerologija -
kandida -
kandidoza -
Kannerjev sindrom -
kantaridin -
kaolin -
kap -
kapavica -
kapilara -
kapljična okužba -
Kaposijev sarkom -
kapreomicin -
kapsida -
kaptopril -
karantena -
karbahol -
karbamazepin -
karbapenem -
karbanicilin -
karbidopa -
karboanhidraza -
karbocistein -
karboksihemoglobin -
karbunkel -
karcinom -
kardialna astma -
kardialna smrt -
kardiofon -
kardiogeni šok -
kardiogeneza -
kardiograf -
kardiogram -
kardiolipin -
kardiologija -
kardiometer -
kardiopatija -
kardioskleroza -
kardiovirus -
karenca -
karies -
kariomegalija -
kariotip -
karminativ -
karnitin -
karoten -
karotenoid -
kartica zdravstvenega zavarovanja -
kaspaza -
kastracija -
kašelj -
kašnjak -
katabolizem -
katalaza -
katalepsija -
katamneza -
katar -
katarakta -
katatonija -
katehol -
kateholamin -
katepsin -
kateter -
katgut -
kation -
katran -
katranske akne -
kava -
kavčuk -
kaveljnica -
kavzalgija -
Kawasakijev sindrom -
kazein -
kazuistika -
kefalin -
kefalometrija -
kelat -
kelator -
kemična epilacija -
kemično orožje -
kemizem -
kemoprofilaksa -
kemoreceptor -
kemotaksa -
kemoterapevtik -
kemoterapija -
kenodiol -
keratin -
keratinocit -
keratinitis -
keratocit -
keratohialin -
keratokela -
keratolitik -
keratoplastik -
keratoza -
keravnofobija -
kernikterus -
kesonska bolezen -
ketoacidoza -
ketogeneza -
keton -
ketonemija -
ketonsko telo -
ketonurija -
ketoprofen -
kiazma -
kifoza -
kihanje -
kila -
kilobaza -
kimografija -
kimogram -
kimotripsin -
kinakrin -
kinaza -
kinematika -
kinestezija -
kinezaton -
kinetokardiografija -
kinetoplast -
kinetoplazma -
kinetoskop -
kinetosom -
kinetoza -
kinezin - 
kineziologija -
kinidin -
kinin -
kininogen -
kininovec -
kinocilij -
kinolin -
kinolon -
kiralnost -
kiromegalija -
kiropraktika -
kirurg -
kirurgija -
kirurški nož -
kisla fosfataza -
kisik -
kisikov dolg -
kislina -
kislinsko-bazično ravnotežje -
kita -
kitajska medicina -
kiveta -
kolcanje -
konjunktivitis -
kontaktni dermatitis -
koprivnica -
kožna tuberkuloza -
kožni ognojek -
kronična akustična travma -
kronična bolečina -
kronična odpoved ledvic -
kronični pankreatitis -
kronična pljučnica -
kronično vnetje -
kronološka starost -
krotamiton -
krotica -
krotonovo olje -
krovna celica -
krovni epitelij -
krožna DNK -
krožni kromosom -
kroženje krvi -
kršelj -
krtačasti kromosom -
Krukenbergov tumor -
Krukenbergova amputacija -
krup -
krvava driska -
krvavi znoj -
krvavičnost -
krvavitev -
krvna lasnica -
krvna neskladnost -
krvna plazma -
krvna ploščica -
krvna pogača -
krvna senčica -
krvna skupina -
krvna slika -
krvna snet - 
krvno telesce -
krvna žila -
krvni agar -
krvni metljaj -
krvni obtok -
krvni pritisk -
krvni razmaz -
krvni sladkor -
krvni strdek -
krvni strup -
krvni tlak -
krvno barvilo -
krvno sorodstvo -
krvnica -
krvnička -
krvno-modova pregrada -
krvno-možganska pregrada -
krvodajalstvo -
krvoskrunstvo -
krvotvorna celica -
krvotvorni kostni mozeg -
krvotvorni organi -
ksantin-oksidaza -
ksantinurija -
ksantom -
ksantomatoza -
ksantopsija -
ksantosarkom -
ksenobiotik -
ksenodiagnoza -
ksenoestrogen -
ksenon -
ksenotransplantat -
kserocitoza -
kseroderma -
kserodermija -
kseroftalmija -
kseroftalmus -
kserografija -
kseroradiografija -
kserostomija -
kseroza -
ksifoid -
ksilen -
ksilitol -
ksilitol-dehidrogenaza -
ksilol -
ksilometazolin -
ksiloza -
ksiluloza -
ksipamid -
kubični epitelij -
kuga -
Kulčickijeva celica -
kumarin -
kunilingus -
kunilinkcija -
kunilinktus -
Kupfferjeva celica -
kurare -
kurativa -
kurja slepota -
kurje oko -
kurje prsi -
kuru -
kutikula -
kužna bolezen -
kužnina -
kvasina -
kvasovka -
kvašiorkor -
kvetiapin

## L
labetanol -
labirintitis -
laboratorij -
Lactobacillus
Lactobacillus acidophilus -
Lactobacillus bifidus -
Lactobacillus vaginalis -
Laënnecov ciroza -
lagoftalmus -
laket -
lakmus -
lakota -
laksativ -
laktacidoza -
laktacija -
laktat -
laktat-dehidrogenaza -
laktaza -
laktobacil -
laktogeni hormon -
laktoglobulin -
lakton -
laktotropna celica -
laktotropni hormon -
laktoza -
laktozurija -
laktuloza -
lakuna -
lalofobija -
Lambert-Eatonov miastenični sindrom -
lamblioza -
lanalkol -
lanatozid -
lanceta -
Landryjev sindrom -
Langerhansova celica -
Langerhansov otoček -
Langhansova celica -
lanolin -
lanosterol -
lansoprazol -
lanugo -
laringitis -
laringofaris -
laringokela -
laringolog -
laringologija -
laringoskop -
laringoskopija -
larinks -
Larsenov sindrom -
larvicid -
las -
laser -
lasišče -
lasnica -
Lassavirus -
Latrodectus -
Lavandula officinalis -
lavaža -
LD50 - 
LDH -
lecitin -
leča -
ledja -
ledveni usek -
ledvica -
ledvička -
lege artis -
Legionella -
Legionella pneumophila -
legioneloza -
leha -
Leishmania -
Leishmania braziliensis -
Leishmania donovani -
Leishmania mexicana -
Leishmania tropica -
leishmanija -
leishmanioza -
lekarna -
lektin -
lemniskus -
lemnocit -
lenograstim -
lentiginoza -
lentigo -
lentivirus -
lepek -
lepra -
leprom -
lepromin -
leptin -
leptocit -
leptocitoza -
leptomonas -
leptospira -
lestvica funkcionalne neodvisnosti -
lestvica po Katarini Berg -
letalnost -
levalorfan -
levarterenol -
levator -
levatorna mišica -
levcin -
levcin-aminopeptidaza -
levcinurija -
levi preddvor -
levi prekat -
levičar -
levitacija -
levkemija -
levkoaglutinin -
levkoblast -
levkocit -
levkocitom -
levkocitoza -
levkociturija -
levkoderma -
levkodermija -
levkodiapedeza -
levkodistrofija -
levkoencefalitis -
levkoencefalopatija -
levkoeritroblastoza -
levkofuksin -
levkokeratoza -
levkom -
levkomielitis -
levkomielopatija -
levkonihija -
levkopatija -
levkopenični indeks -
levkoplast -
levkopoeza -
levkoreja -
levkotaksa -
levkotaksin -
levkotomija -
levkotrien -
levkovirus -
levkoza -
levobunolol -
levo-desni spoj -
levodopa -
levogram -
levokardija -
levokračni blok -
levomepromazin -
levonorgestrel -
levorotacija -
levosimendan -
levoskolioza -
levosučnost -
levotiroksin -
levuloza -
lewisit -
Lewyjevo telesce -
Leydigova celica -
lezbijstvo -
lezija -
LHRH -
liaza -
liberin -
libido -
libri magicae artis -
lične žleze -
ličnica -
ličnik -
Liddlov sindrom -
lidokain -
ligament -
ligand -
ligaza -
likovni preizkus -
limbični sistem -
limfadenektomija -
limfadenitis -
limfadenom -
limfadenopatija -
limfangiektazija -
limfangiitis -
limfangiografija -
limfangioleiomiomatoza -
limfangiom -
limfangiomiomatoza -
limfangioza -
limfangitis -
limfatična levkemija -
limfatični sistem -
limfedem -
limfoblast -
limfoblastni limfom -
limfoblastom -
limfocit -
limfocit B -
limfocitni kolitis -
limfocitom -
limfocitopoeza -
limfocitoza -
limfocit T -
limfoepiteliom -
limfogeno metastaziranje -
limfoglandula -
limfografija -
limfogram -
limfogranulom -
limfogranulomatoza -
limfoidna celica -
limfokin -
limfokriptovirus -
limfologija -
limfom -
limfomatoza -
limfomonocit -
limfopatija -
limfopenija -
limfopoeza -
limforagija -
limfosarkom -
limonin -
limulin -
linearni pospeševalnik -
lineatrenol -
linezolid -
Linguatula -
lingvalna žleza -
lingvalni živec -
lingvaleta -
lingvatula -
liniment -
linkomicin -
linkozamid -
linolna kislina -
linolenska kislina -
liofilizacija -
liotironin -
lipaza -
lipedem -
lipektomija -
lipid -
lipidna pljučnica -
lipidoza -
lipidurija -
lipoamid -
lipoatrofija -
lipoblastom -
lipocit -
lipodistrofija -
lipofag -
lipofibrom -
lipofilnost -
lipofobnost -
lipofuscin -
lipofuscinoza -
lipogeneza -
lipogranulom -
lipogranulomatoza -
lipohialinoza -
lipohondrodistrofija -
lipoična kislina -
lipoidoza -
lipojska kislina -
lipokortin-1 -
lipokrom -
lipoksigenaza -
lipoksin -
lipoliza -
lipom -
lipoma -
lipomatoza -
lipomiksom -
lipomiom -
lipooligosaharid -
lipopigment -
lipopolisaharid -
lipoprotein -
lipoproteinemija -
lipoprotein-lipaza -
liposarkom -
liposom - 
liposukcija -
lipotropin -
Lipschützova telesca -
Liquiritiae radix
lisasta plešavost -
lisavirus -
Lisfrancova amputacija -
lispro -
Lissauerjev paraliza -
Listeria -
Listeria ivanovi -
Listeria monocytogenes -
listerije -
listerioza -
lišaj -
lišmaniaza -
lišmanija -
lišmanioza -
litiaza -
litičen virus -
litij -
litijev karbonat -
litocistotomija -
litoholna kislina -
litoliza -
litonefrotomija -
litopedion -
litotom -
litotomija -
litotripsija -
Littlova bolezen -
Littrejeva žleza -
liv -
livarska mrzlica -
livedo -
livor -
liza -
lizencefalija -
lizergična kislina -
lizergid -
lizin -
lizinopril -
lizinvazopresin -
lizocim -
lizofosfatidilholin -
lizofosfolipaza -
lizofosfolipid -
lizogeneza -
lizogeničnost -
lizol -
lizolecitin -
lizosom -
lizostafin -
ljudska medicina -
LLLT -
Loa -
Loa loa -
loaoza -
lobanja -
lobanjska baza -
lobanjski svod -

## M
macerat -
maček -
maduromikoza -
magistralno zdravilo -
magnetna resonanca -
magnetoterapija -
magnezij -
magnezijev hidrogenkarbonat -
magnezijev karbonat -
magnezijev silikat -
magnezijev sulfat -
magnezijev trisilikat -  
main d'accoucheur -  
main en griffe -  
main en lorgnette -  
makroencefalija - 
makrencefalus - 
makroadenom - 
makroamilaza - 
makroamilazemija - 
makroangiopatija - 
makroavtofagija - 
makrobiotika - 
mehur - 
miastenia gravis -
motorična ploščica -
multipla skleroza -
miokardni infarkt

## N
nahod -
nevtrofilec

## O
o'nyong-nyong - 
OAT -
obdukcija -
obinutuzumab -
obist -
objajčnik -
obkrajno živčevje -
obliteracija -
obliž -
obmaterničje -
obmodek -
obnosna votlina - 
obolevnost -
obrazna arterija -
obrazna odvodnica -
obrazna slepota -
obrazna vena -
obrazne kosti -
obrazne mišice -
obrazni živec -
operacija -
ortodontika -
ortodontski aparat -
osrčnik -

## P
peptična razjeda -
perioralni dermatitis -
pik pajkov -
pik žuželke -
pljuča -
prhljaj -
protitelo

## R
refleksologija-
rosacea

## S
seneni nahod -
seznam nalezljivih bolezni -
sindrom kronične utrujenosti -
slepič

## Š
šagom –
šant –
šaperon -
šarenica –
ščegetavček –
ščitnica -
ščitnični hormon –
šen-
šentjanževka –
šesta otroška bolezen –
šesta spolna bolezen –
šesti možganski živec –
šibki opioid –
šigela –
šigeloza –
širilka –
široka hrbtna mišica –
široko črevo –
širokospektralni antibiotik –
šiv –
škilavost –
škodljivo pitje alkohola –
školjčnica –
škrlatinka –
škrljevka –
škrljevska bolezen –
škrofuloza –
škržna brazda –
škržno črevo –
škržni žep –
šok

## T
Tangierska bolezen -
tanko črevo - termogeneza - termogenin - tularemija

## U
ustni rak

## V
vranica -
vročinski krči

## Z
zdravila proti kurjim očesom -
zdravilstvo -
zdravljenje z zelišči -
zobje -
zobni aparat -
zobozdravstvo -

## Ž
žajbelj -
žarek X -
žeja -
želatina -
želatinska kapsula -
železo -
želodčna razjeda -
želodec -
ženska spolovila -
ženski spolni hormoni -
žila -
žilni glavobol -
žilni krč -
žilnica -
živo cepivo -
živo srebro -
živalsko oglje -
živčna celica -
živčna proga -
živčni strup -
živčevje -
živčnina -
živčnomišični stik -
živčnost -
živec -
življenje -
živosrebrni termometer -
žleza -
žolč -
žolčna barvila -
žolčne kisline -
žolčevod -
žolčnik -
žrelnica -
žrelo -
žulj -
žuželka -
žvala -
žvečne mišice -
žveplo -
žveplovodik -